# غوار جيمس بوند
غوار جيمس بوند فيلم سوري من سلسلة أفلام الثنائي السوري الشهير دريد لحام ونهاد قلعي من إخراج نبيل المالح.

## قصة الفيلم
تدور الأحداث حول عصابة من ثلاثة أشخاص يتزعمها أبو الغوار دريد لحام، تخطط لسرقة سمسون بيه، وينجح أفراد العصابة في خداعه وسرقة خزانته. بينما زوج أخته (نهاد قلعي) شخص كثير المشاكل والخلافات مع أهل المنطقة بسبب سخرية أهل المنطقة من أبو الغوار؛ الذي يستخدم هذه الأموال في القيام باختراعات عجيبة ليست لها فائدة. 

## تمثيل
- دريد لحام
- نهاد قلعي
- ناجي جبر
- نبيلة النابلسي
- صباح جزائري
- نجاح حفيظ
- ياسين بقوش
- أديب قدورة
- عدنان بركات
- محمد العقاد

## روابط خارجية
- غوار جيمس بوند على موقع قاعدة بيانات الأفلام العربية